# Girls Gone Wild (franchise)
Pour les articles homonymes, voir Girls Gone Wild.
Girls Gone Wild (GGW) est une franchise de divertissement érotique créée par Joe Francis en 1997.

## Historique
Le premier film Girls Gone Wild sort en 1997. En 2001, la société vend 4,5 millions de vidéos et de DVD,. À la fin de 2002, la société a produit 83 titres différents.
Girls Gone Wild est connu pour utiliser des techniques de marketing direct, y compris des infopublicités qui ont commencé à être diffusées en 1997. Ces dernières ciblent un groupe démographique réveillé tard dans la nuit, que Joe Francis a identifié à la fin des années 1990. Selon TNS Media Intelligence, Girls Gone Wild dépense plus de 21 millions de dollars en publicité en 2003, ce qui en fait entre autres le plus grand annonceur sur la chaîne E!.
En février 2013, la société fait faillite. En 2014, elle est vendue à Bang Bros.

## Caractéristiques
Les vidéos impliquent généralement des équipes de tournage dans des lieux de fête, engageant de jeunes femmes qui se dénudent ou se livrent à des actes érotiques, notamment pendant le spring break universitaire,. Des activités communes sont d'ôter ses vêtements, de s'embrasser ou de participer à des concours de t-shirts mouillés,. En échange, les jeunes femmes reçoivent un chapeau, un t-shirt ou de l'argent.